# Museo diocesano (Cortona)
Il Museo diocesano di Cortona si trova in piazza del Duomo 1, nell'ex-chiesa del Gesù e nell'edificio attiguo pertinente all'antico edificio religioso.
La raccolta d'arte venne fondata nel 1945 per volere dell'allora vescovo di Cortona Monsignor Giuseppe Franciolini e raccoglie oggetti ed opere d'arte provenienti dalle chiese del territorio e dalle proprietà della diocesi, tra le quali importanti opere di Pietro Lorenzetti, Beato Angelico, Bartolomeo della Gatta, Sassetta e Luca Signorelli, oltre ad arredi sacri di notevole pregio.

## Percorso espositivo
Il percorso espositivo inizia dall'unico oggetto antico presente, ma di altissima qualità, il sarcofago romano con il Combattimento tra Dioniso e le Amazzoni, databile al II secolo d.C. e ritrovato nei pressi del Duomo. L'opera, che - come ha convincentemente argomentato Maria Monica Donato - è stata descritta per la prima volta da Restoro d'Arezzo nella Composizione del mondo, venne ammirata da Donatello e da Brunelleschi, che si recò appositamente a Cortona per vederlo su consiglio dell'amico. Nei pressi si trova la sinopia della Madonna e santi di Beato Angelico, dalla facciata esterna della chiesa di San Domenico.
La sala successiva, la II, situata oltre la grande sala III, è dedicata alla pittura più antica. Conserva l'interessante tavola con Santa Margherita di Cortona e storie della Santa, forse in antico presso il sepolcro della santa, di un anonimo maestro forse aretino vicino a Margaritone o forse d'ambito senese, una Madonna col Bambino attribuita a Niccolò di Segna (1336 circa), la Maestà di Pietro Lorenzetti, del 1320 circa, firmata dal maestro con un esametro latino, a cui appartiene anche il frammento di affresco con l'Andata al Calvario da Santa Margherita. 
Nella sala III, più grande, è la monumentale Croce sagomata e dipinta anch'essa da Pietro Lorenzetti (1315-1320, dalla chiesa di San Marco),  Vi si affiancano in sala alcuni dei capolavori della pittura italiana del primo Rinascimento, come la pala dell'Annunciazione di Beato Angelico (1430 circa), proveniente da San Domenico, dotata di predella originale, il Trittico di Cortona sempre dell'Angelico, con predella raffigurante Storie di san Domenico e, di scuola invece senese, il trittico della Madonna dell'Umiltà tra i santi Nicola, Michele, Giovanni Battista e Margherita da Cortona del Sassetta (1434 circa), già in San Domenico. Completa l'importante silloge l'Assunta che dona la cintola a San Tommaso, una delle opere più importanti di Bartolomeo della Gatta (1470-1475) già nel monastero benedettino della Contesse. 
Nella sala IV sono conservate ben nove tavole del caposcuola cortonese Luca Signorelli e della sua bottega, tra cui il Compianto su Cristo morto (da Santa Margherita, 1502) e la Comunione degli Apostoli (dall'altare maggiore del Gesù, 1512), che sono le uniche firmate.
La pittura dal tardo Cinquecento al XVIII secolo, sacrificata in una piccola saletta, è rappresentata dall'Assunzione della Vergine di Federico Zuccari, dalla tela con l’Estasi di Santa Margherita da Cortona di Giuseppe Maria Crespi (1701) e dal Miracolo di san Francesco di Paola di Francesco Capella (1750).
Attraverso una scala ornata dai cartoni della Via Crucis di Gino Severini, si scende all'oratorio già sede della Compagnia del Buon Gesù, dove si trova un ciclo di affreschi di Cristoforo Gherardi detto il Doceno con Sacrifici del Vecchio Testamento, su disegni del Vasari e risalente al 1554-55. Il Compianto sul Cristo morto dell'altare è un gruppo in terracotta invetriata dell'ambito di Benedetto Buglioni (1517 circa). Gli stalli lignei intagliati ai lati sono di Vincenzo da Cortona (1517). Nell'anticamera dell'oratorio, presso un tabernacolo dotato di ante lignee, è stato collocato il Piccolo crocifisso di Pietro Lorenzetti, probabilmente la prima opera realizzata dall'artista senese per Cortona. 
La sala delle oreficerie e degli arredi sacri è ricca di testimonianze del prestigio della sede cortonese. Tra queste spiccano il calice di Michele di Tomè con smalti translucidi (1370 circa), il Reliquiario Vagnucci di Giusto da Firenze (1457-58) che inglobò una statuetta di Cristo di fattura francese del primo quarto del XV secolo (l'opera venne commissionata dal vescovo di Perugia, il cortonese Jacopo Vagnucci, per il futuro Duomo cittadino). Il pregevole parato Passerini, ricamato per il cardinale Silvio Passerini, è un'opera di scuola fiorentina del primo quarto del XVI secolo: è composto da tredici pezzi in velluto laminato d'oro e broccato con l'applicazione di ricami eseguiti su disegno di Raffaellino del Garbo e Andrea del Sarto.

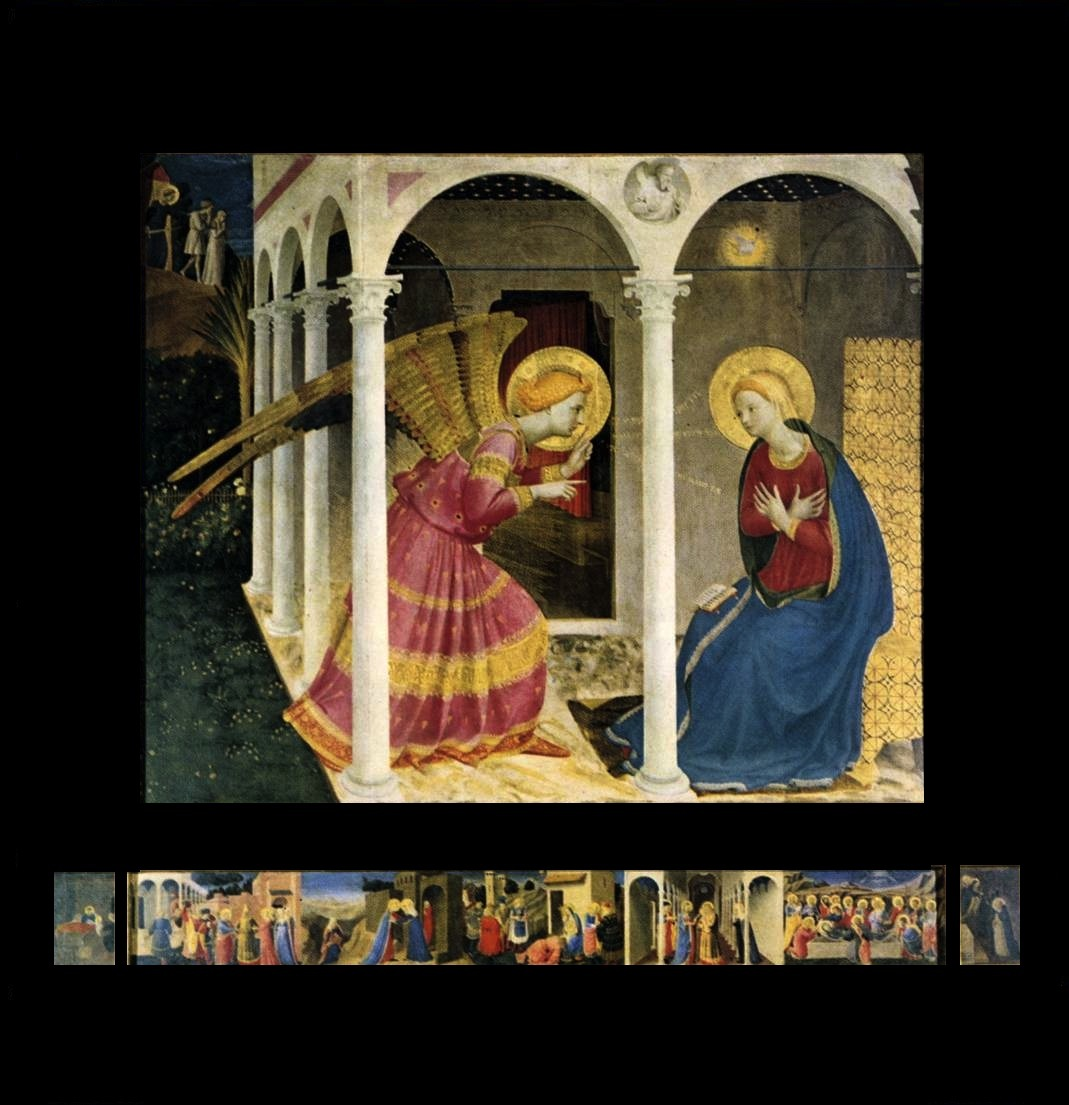
Angelico, Annunciazione di Cortona

## Opere principali
- Anonimo senese o aretino, Santa Margherita di Cortona e storie della sua vita, 1298-99
- Beato Angelico
  - Annunciazione di Cortona, 1430 circa
  - Trittico di Cortona, 1436-1437
- Pietro Lorenzetti
  - Piccolo Crocifisso, 1315-20 circa
  - Grande Crocifisso, 1320 circa
  - Maestà di Cortona, 1335 circa
  - Frammenti di affreschi da Santa Margherita a Cortona, 1340-50 circa
- Sassetta, Polittico di San Domenico di Cortona, 1434 circa
- Bartolomeo della Gatta, Assunta che dona la cintola a San Tommaso, 1470-75 circa
- Luca Signorelli
  - Compianto sul Cristo morto, 1502 circa
  - Comunione degli Apostoli, 1512
- Federico Zuccari, Assunzione della Vergine
- Giuseppe Maria Crespi, Estasi di Santa Margherita da Cortona (1701)